# Siccia teitaensis
Siccia teitaensis är en fjärilsart som beskrevs av Embrik Strand 1922. Siccia teitaensis ingår i släktet Siccia och familjen björnspinnare. Inga underarter finns listade i Catalogue of Life.